# Устинов, Анатолий Степанович
Анатолий Степанович Устинов (22 февраля 1918, Вахрушево — 13 января 1983, Новомихайловка, Коченёвский район, Новосибирская область) — советский тракторист, позже — скотник, конюх, Герой Социалистического Труда.

## Биография
Родился 22 февраля 1918 года в селе Вахрушево Российской Социалистической Федеративной Советской Республики (ныне — в Крутологовского сельского поселения Коченёвского района Новосибирской области Российской Федерации) в крестьянской семье. По национальности — русский.
В 1938 году призван в армию. Служил на станции Даурия сельского поселения «Даурское» Забайкальского района Читинской области (ныне — Забайкальского края).
В период Великой Отечественной войны участвовал в битве за Москву. В 1942 году был демобилизован по ранению. В годы войны и в послевоенные годы работал трактористом в Крутологовской машинно-тракторной станции.
В 1950-х годах был переведён на должность скотника на животноводческой ферме. За 1964—1965 годы добился стабильных высоких привесов на откорме (за 1964 год он составил 912 граммов в сутки на каждую голову).
В 1970-х—1980-х годах работал конюхом на конеферме совхоза «Краснославянский».
Скончался 13 января 1983 года в селе Новомихайловка (ныне — Новомихайловского сельского поселения) Коченёвского района Новосибирской области. Похоронен там же.

## Награды
- Звание «Герой Социалистического Труда»[2][3][4][5] с вручением медали «Серп и молот» и ордена Ленина[2][5] (22 марта 1966 года[2][3][4][5]);
- Медаль «За отвагу»[2][3][4][5];
- Медаль «За победу над Германией в Великой Отечественной войне 1941—1945 гг.»[2][3][4][5].